# Porte du Peyrou
El arco de triunfo de Montpellier, también conocido como Porte du Peyrou (Puerta de Peyrou), es un arco de triunfo de Montpellier, al sur de Francia. El monumento está ubicado en el extremo oriental del Jardín de Peyrou, formando parte del conjunto del paseo de Peyrou (Promenade du Peyrou) y, por ende, junto con la plaza de Peyrou, es clasificado monumento histórico de Francia desde 1954.

## Arquitectura
El arco de Montpellier fue proyectado y construido en 1691 por Augustin-Charles d'Aviler, arquitecto de la provincia de Languedoc, en base a diseños realizados por François d'Orbay, con una marcada influencia del modelo de la parisina puerta de Saint-Denis. Su diseño es toda una apología a a Luis XIV de Francia «el Grande», con el añadido en 1715 de paneles en bajorrelieve e inscripciones que glorifican sus hazañas, y que culminaría en 1978 con la inauguración de una estatua ecuestre de su persona en la plaza de Peyrou.
Los paneles de 1715 exhiben las figuras talladas de cuatro eventos principales en forma alegórica:
- La toma de Namur durante la guerra de la Gran Alianza, con la figura que representa a los Países Bajos arrodillándose ante Luis XIV.
- El rey Luis representado por Hércules siendo coronado por Victoria.
- Las obras de excavación del canal del Mediodía que une el golfo de Vizcaya con el mediterráneo.
- La revocación del edicto de Nantes y por ende la prohibición del protestantismo en Francia (edicto de Fontainebleau), considerado un episodio trágico y doloroso en la historia de Francia.

#### Situación y dimensiones
La construcción del arco de triunfo en Montpellier costó a las arcas de la ciudad 11 850 libras de la época. Construido en uno de los puntos más altos de Montpellier, a una altitud de 52 metros, ofrecía acceso a una parte de la ciudad menos concurrida, definida como "pedregosa", llamada Peyrou. Anteriormente a su construcción, un puente levadizo permitía atravesar una acequia que delimitaba las murallas fortificadas de la ciudad (Commune Clôture). Hoy existe un puente de piedra de 28 metros de ancho que reemplaza aquella estructura.
El arco de Montpellier mide en total 15 metros de alto y 18 de ancho, teniendo su pórtico una apertura de 4,70 metros y una altura de 7 metros. Para su construcción, se extrajeron 120 m³ de piedras, la mayoría provenientes de canteras de "monte bajo", tanto de Montpellier como de Pignan, Saint-Jean-de-Védas, Villevieille y hasta Saint-Geniès-des-Mourgues.

#### Dedicación

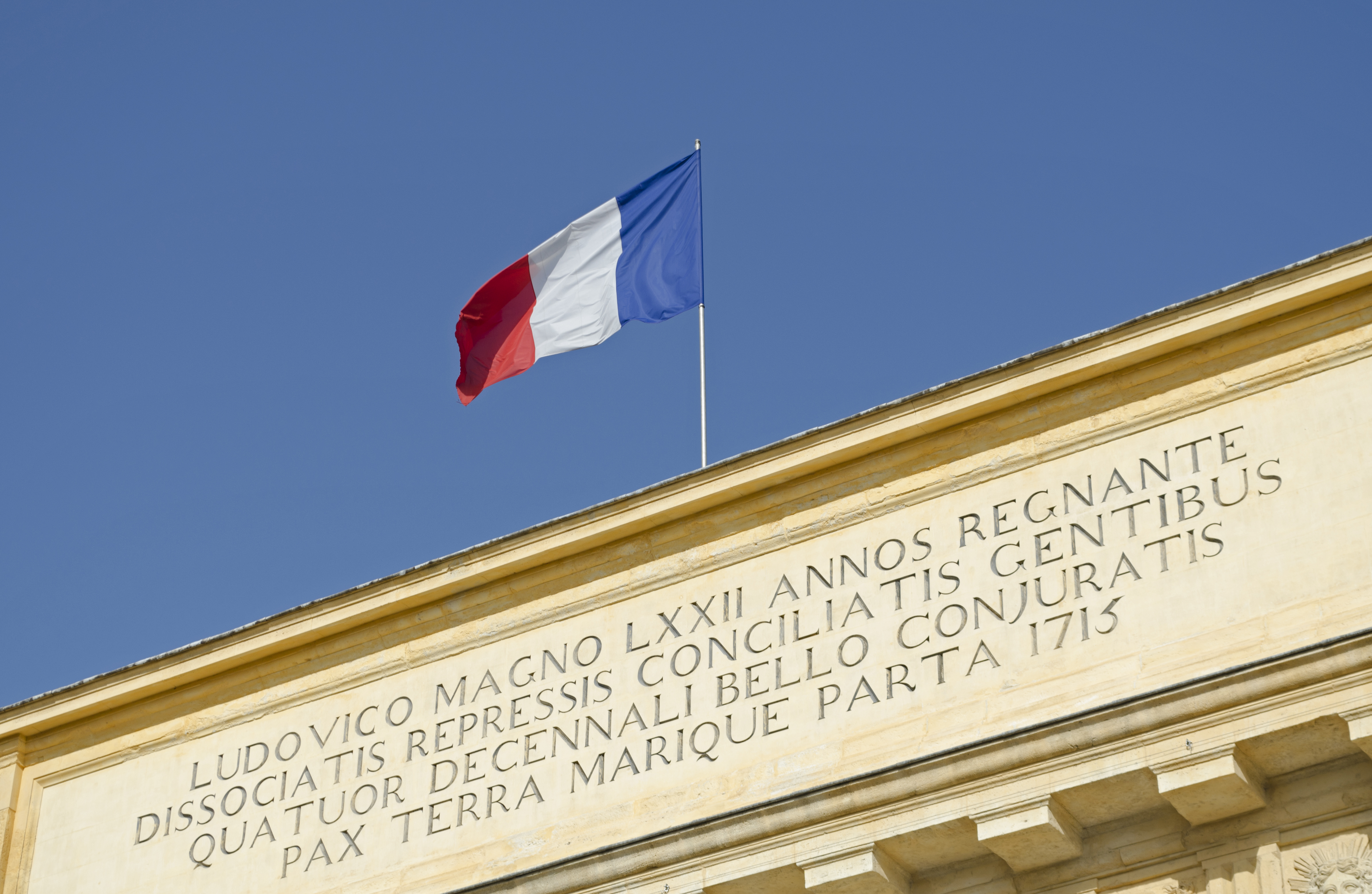
La inscripción dedicatoria en la Porte du Peyrou

Este arco de triunfo tiene grabada en su cabecera la siguiente inscripción:

LUDOVICO MAGNO LXXII ANNOS REGNANTE
DISSOCIATIS REPRESSIS CONCILIATIS GENTIBUS
QUARTUOR DECENNALI BELLO CONJURATIS
PAX TERRA MARIQUE PARTA 1715

Su significado en español sería: «Luis el Grande, cuyo reinado duró 72 años, trajo la paz en tierra y en mar después de haberse separado, contenido y unido a los pueblos aliados en una guerra de cuarenta años».

## Galería

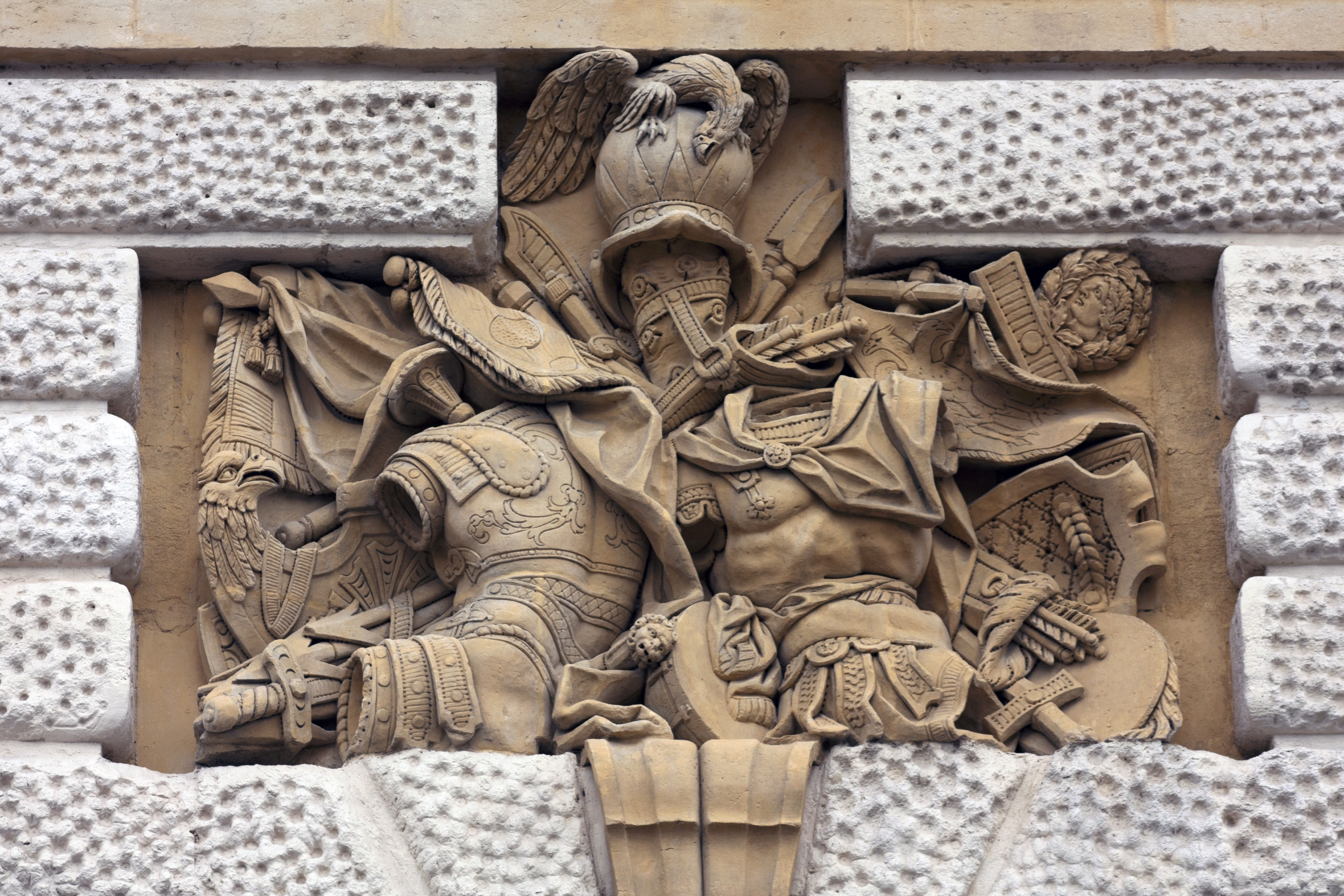
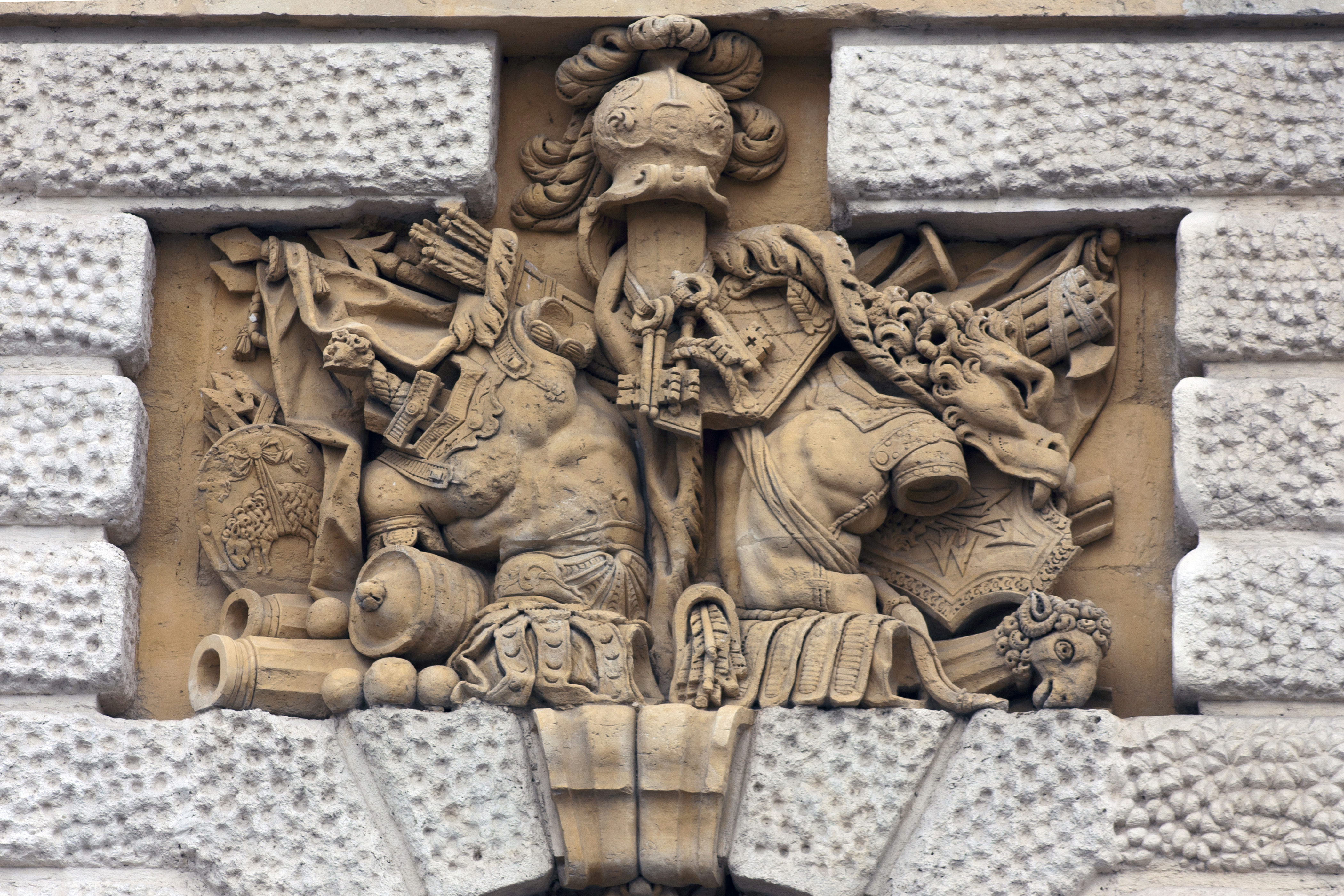
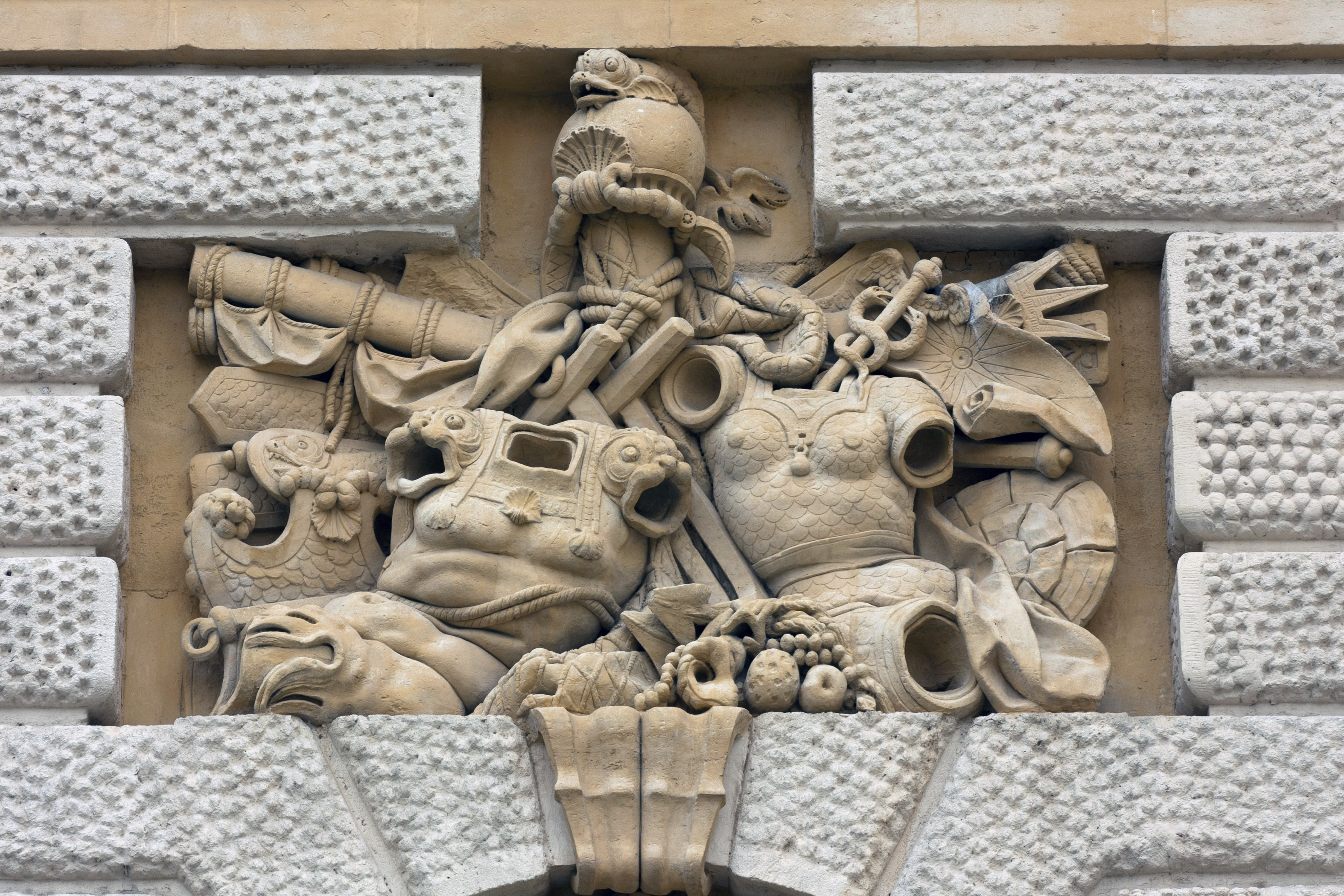
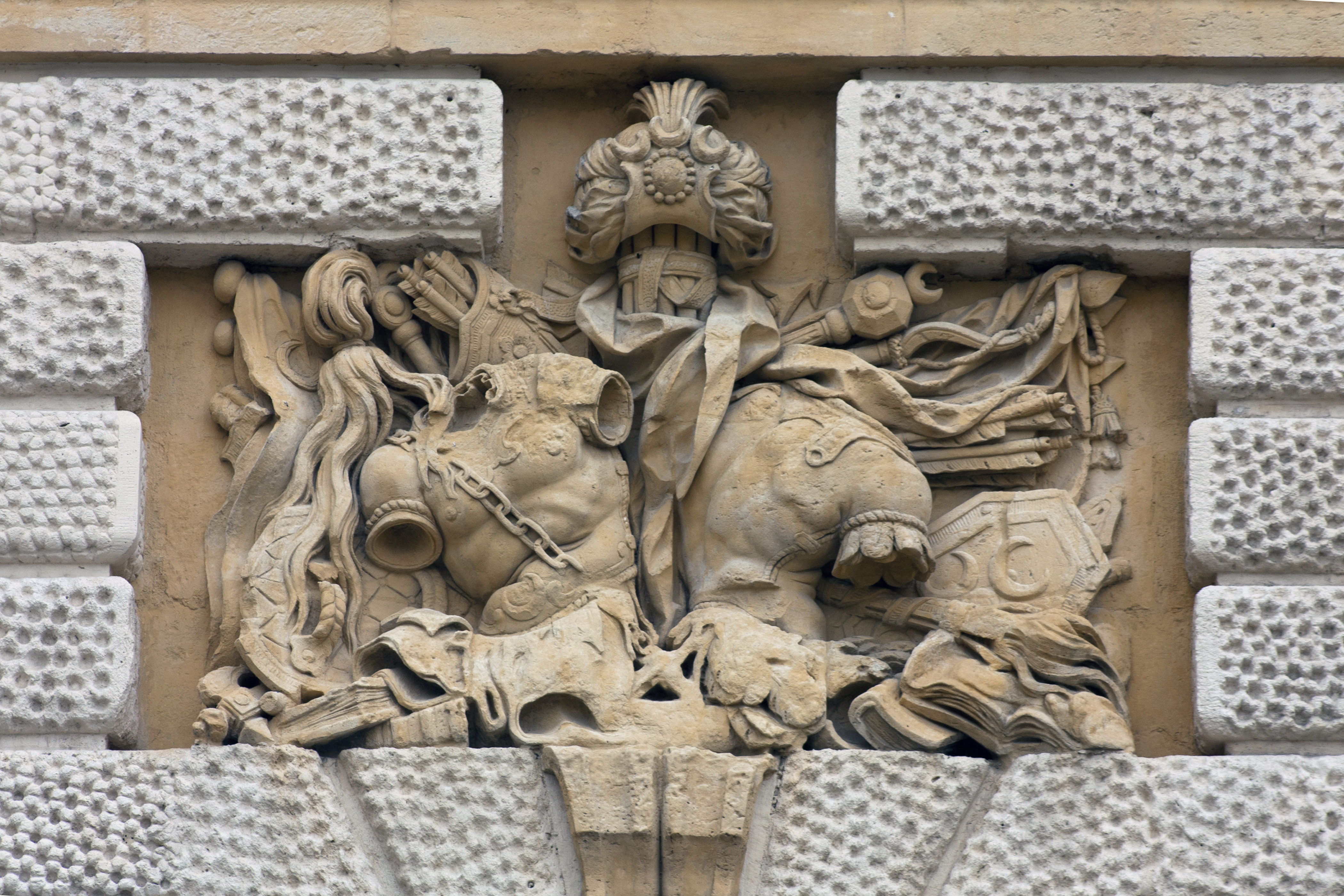

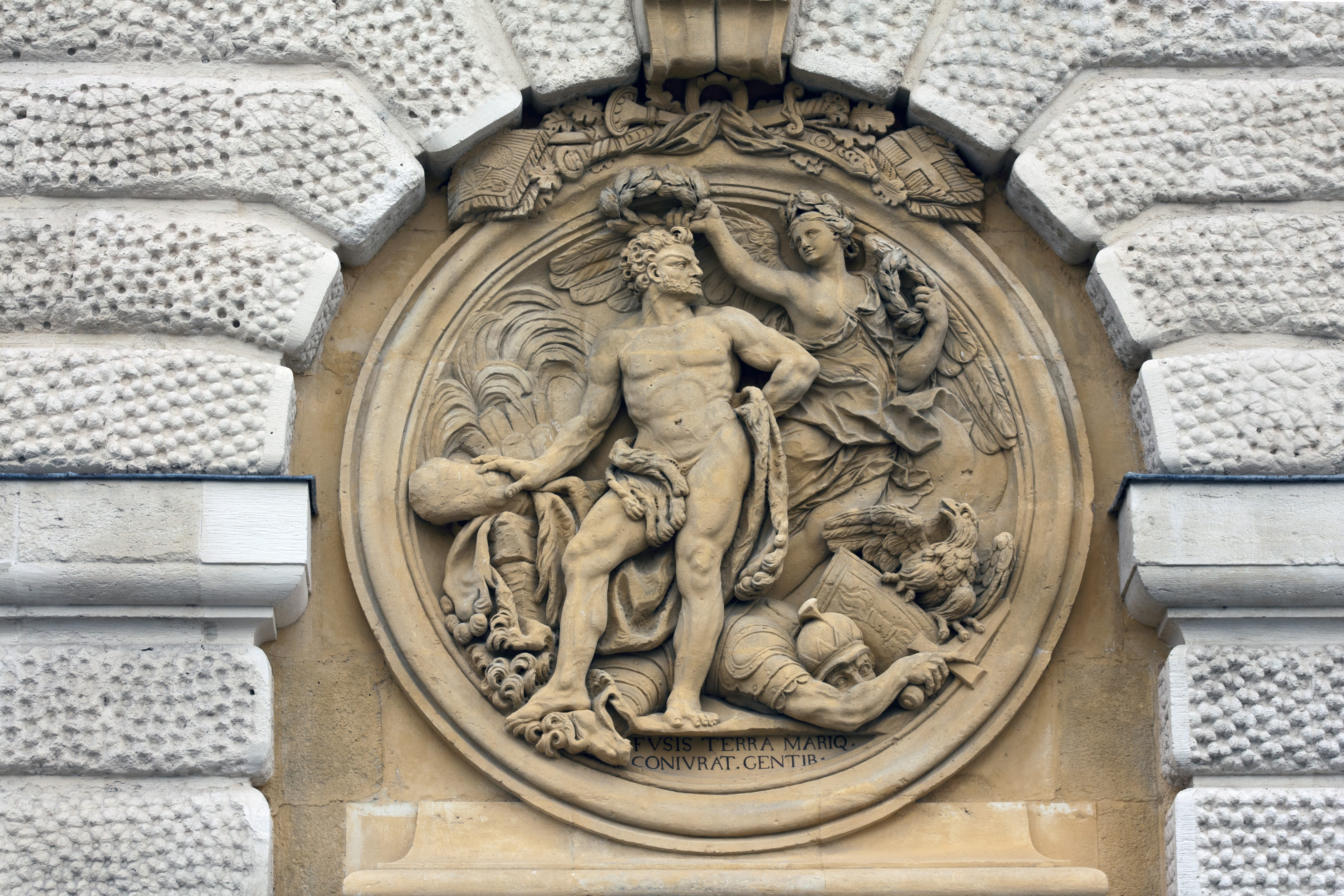
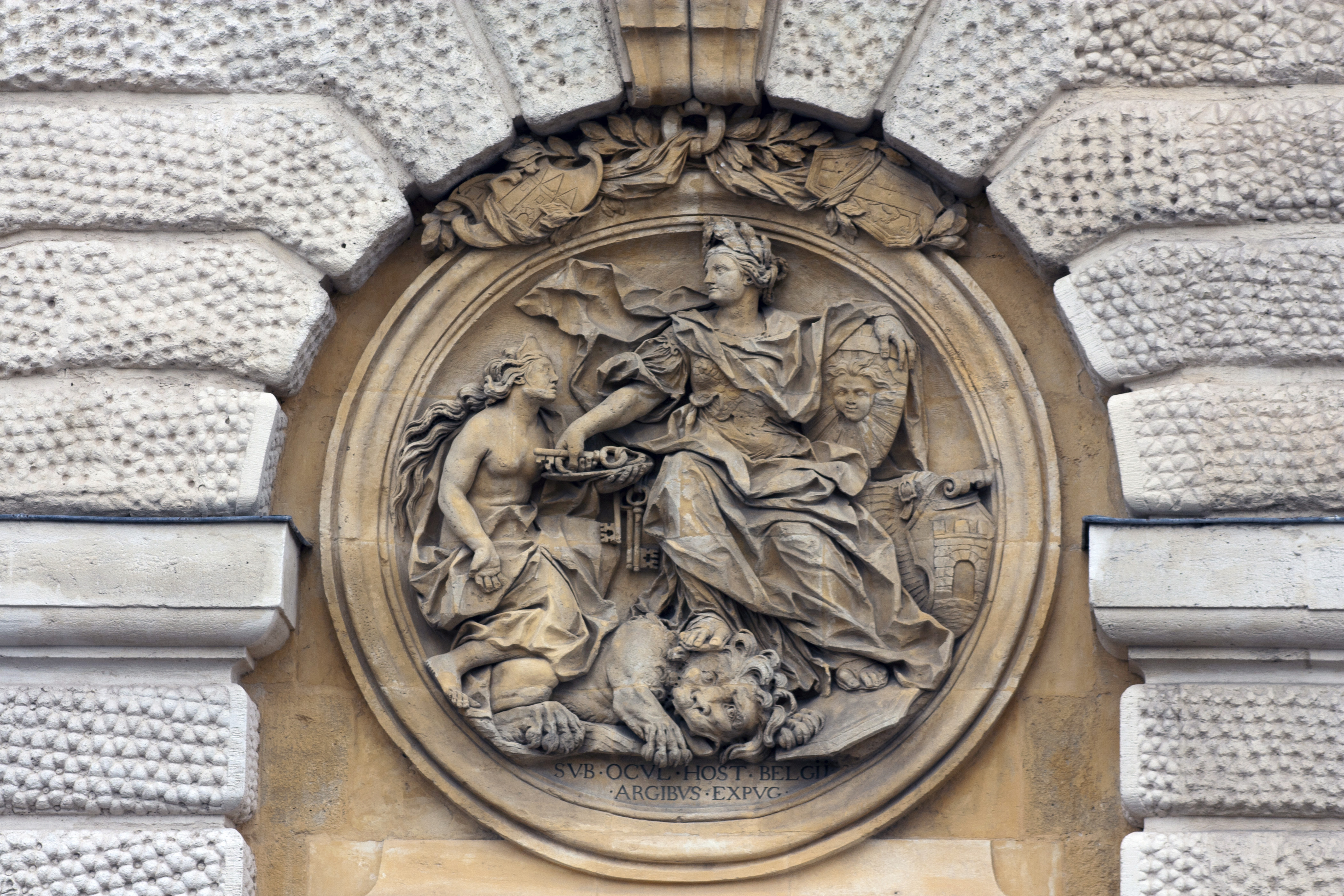
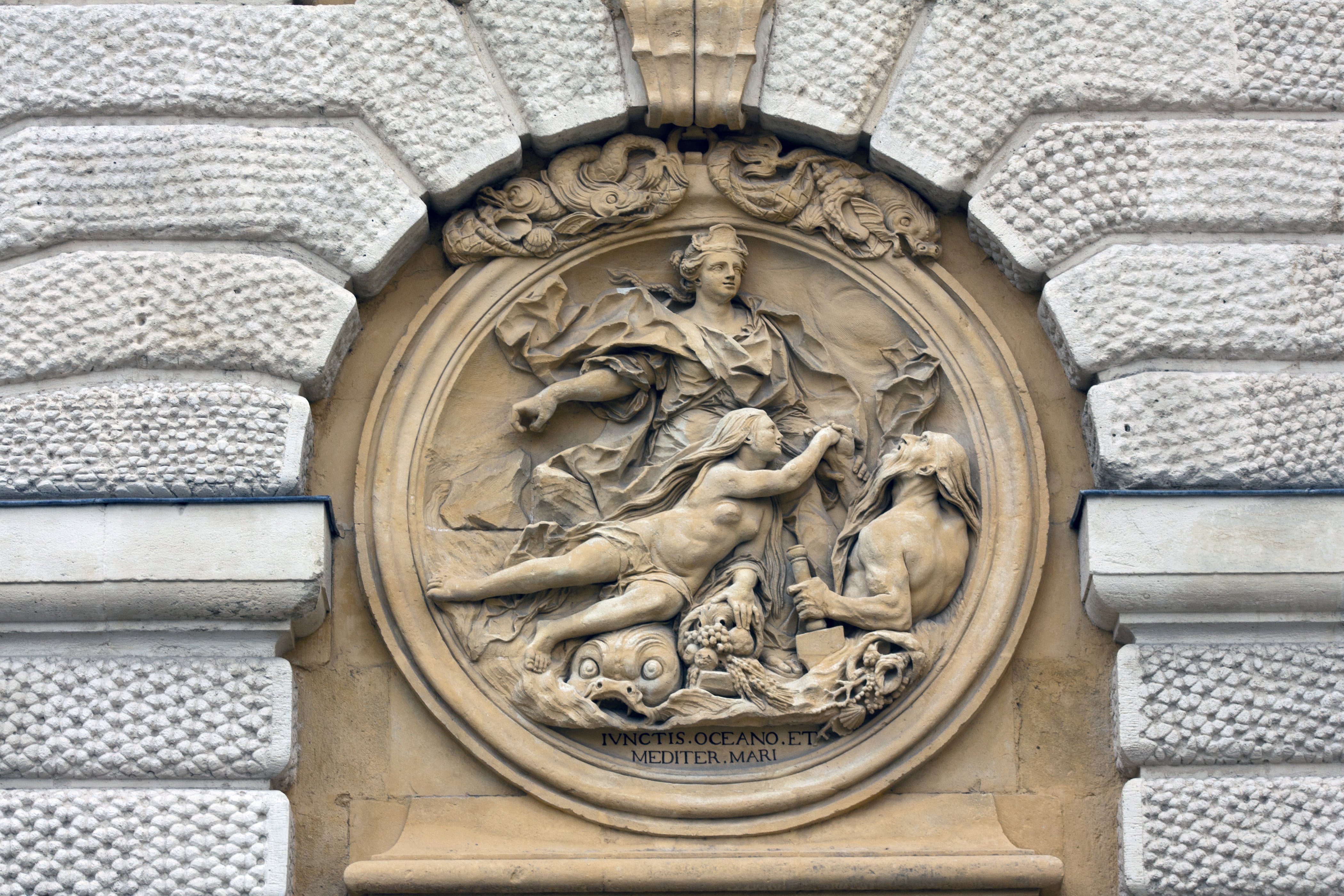
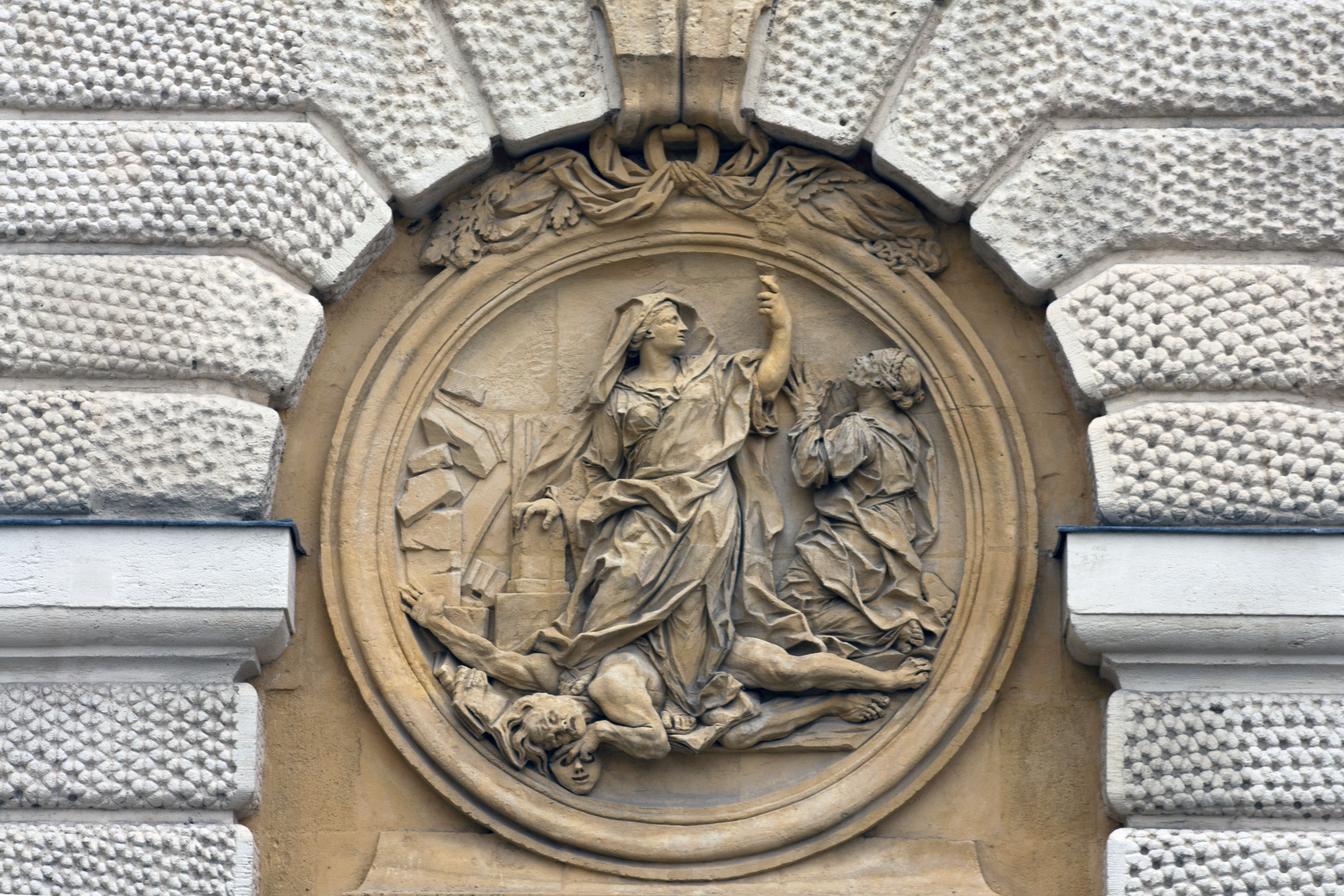